# Дорожня тумба

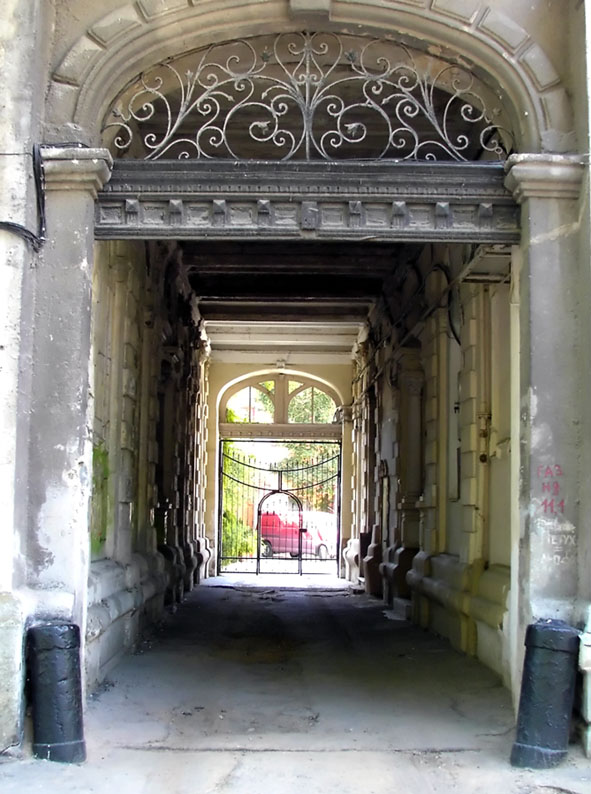
Старовинні дорожні тумби на рогах проїзної арки

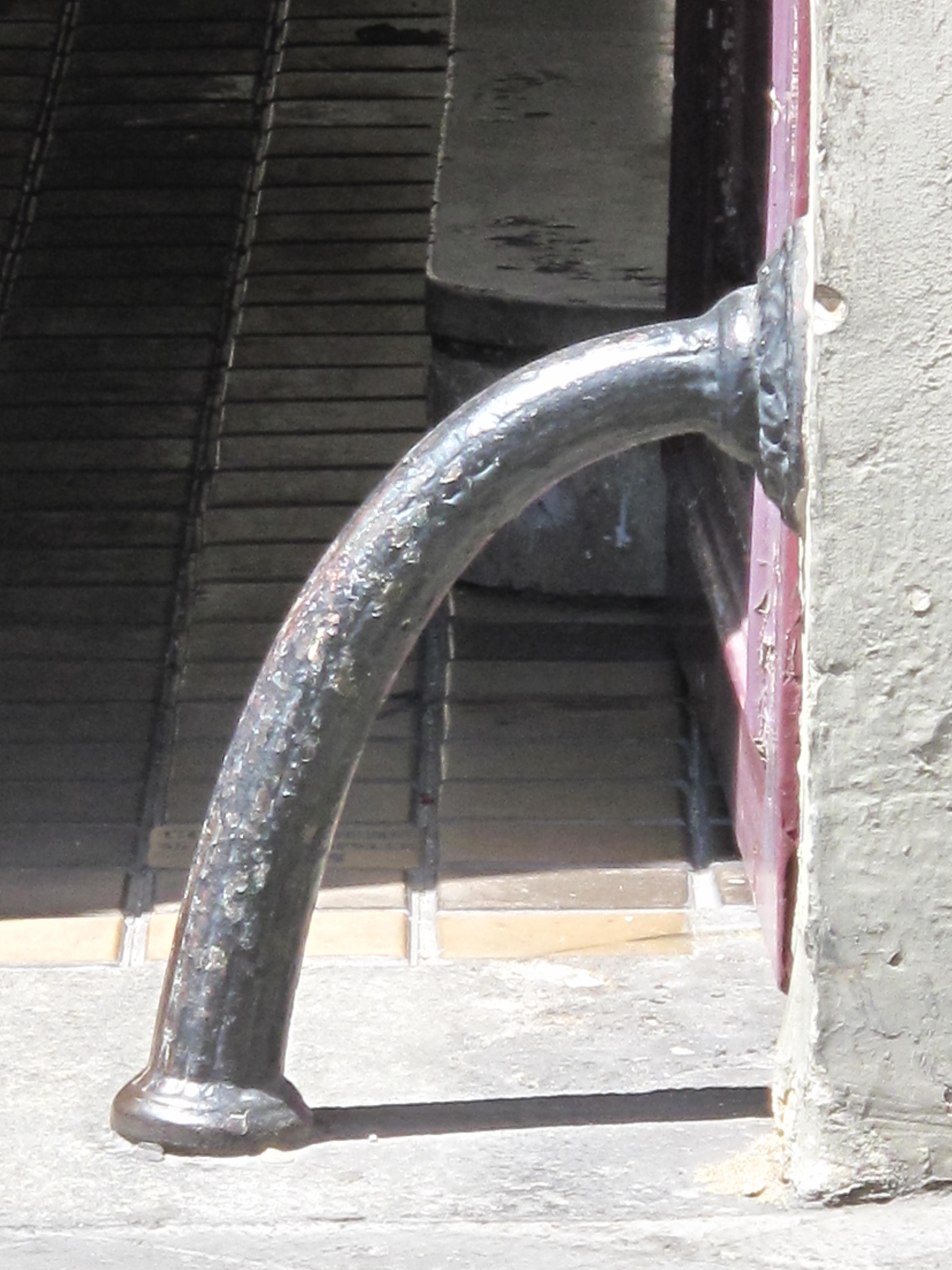
Дугоподібна тумба, Париж.

Дорожня тумба, у 1920-х роках також пропонувалася назва бовванець — стовпчик біля тротуару або дороги, що перешкоджає проїзду транспорту.

## Історія
Первісно такі тумби призначалися для захисту стін будинків і воріт (а також дерев) від коліс екіпажів, через що їх ще називають колесовідбійними тумбами. Окрім того, вони могли використовуватися вершниками, щоб сідати на коня чи злізати з нього. Збережені колесовідбійні тумби мають різноманітну форму: від простих вертикальних кам'яних блоків і чавунних стовпчиків до витворів мистецтва. У деяких країнах, таких як Франція і Бельгія, старовинні дорожні тумби охороняються як об'єкт культурної спадщини.

## Сучасність
У сучасному дорожньому господарстві тумби використовують для відгородження пішохідних зон; щодо таких тумб останнім часом вживається слово бо́лард (від англ. bollard — «пал, стовпчик»).

## Галерея

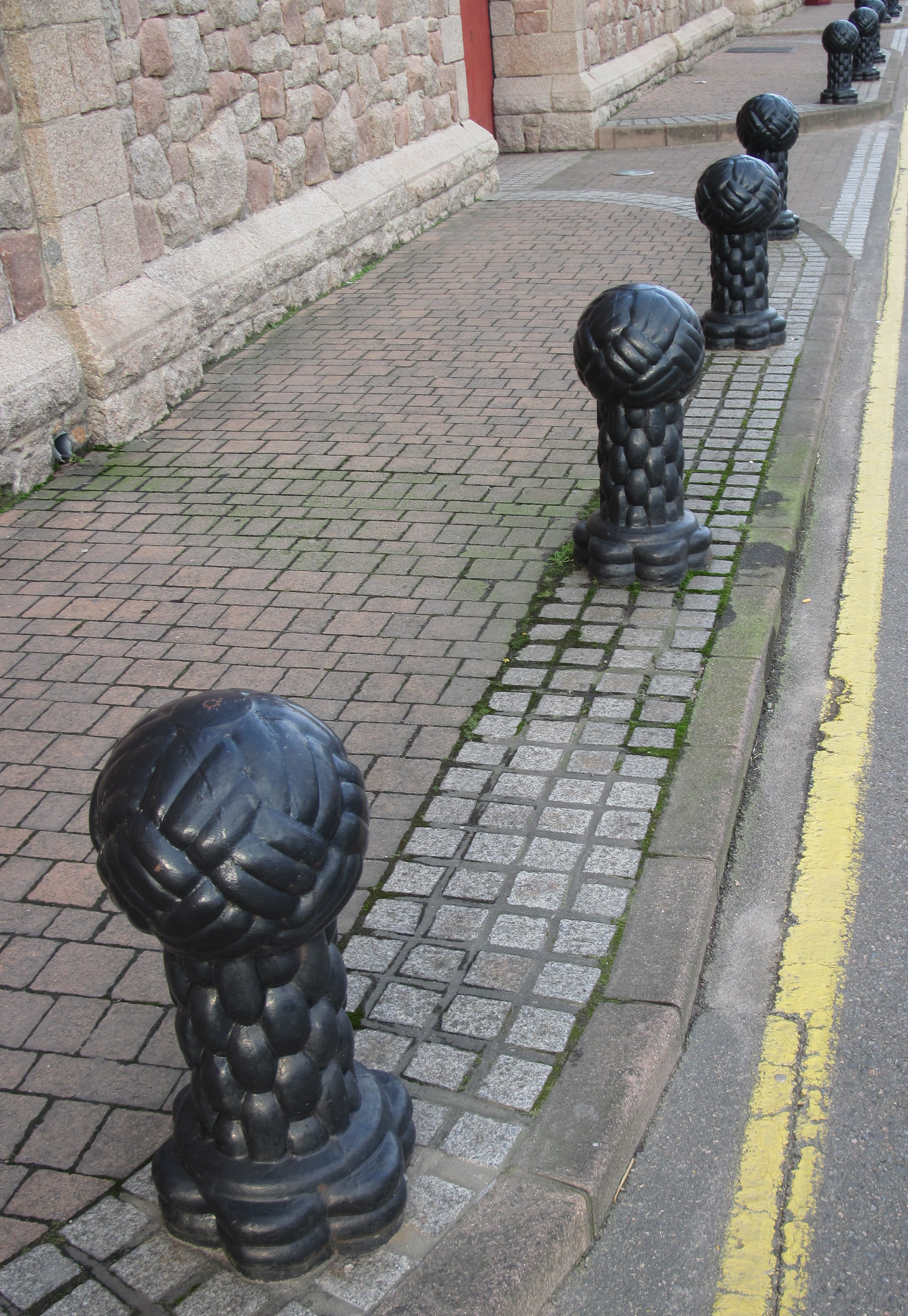
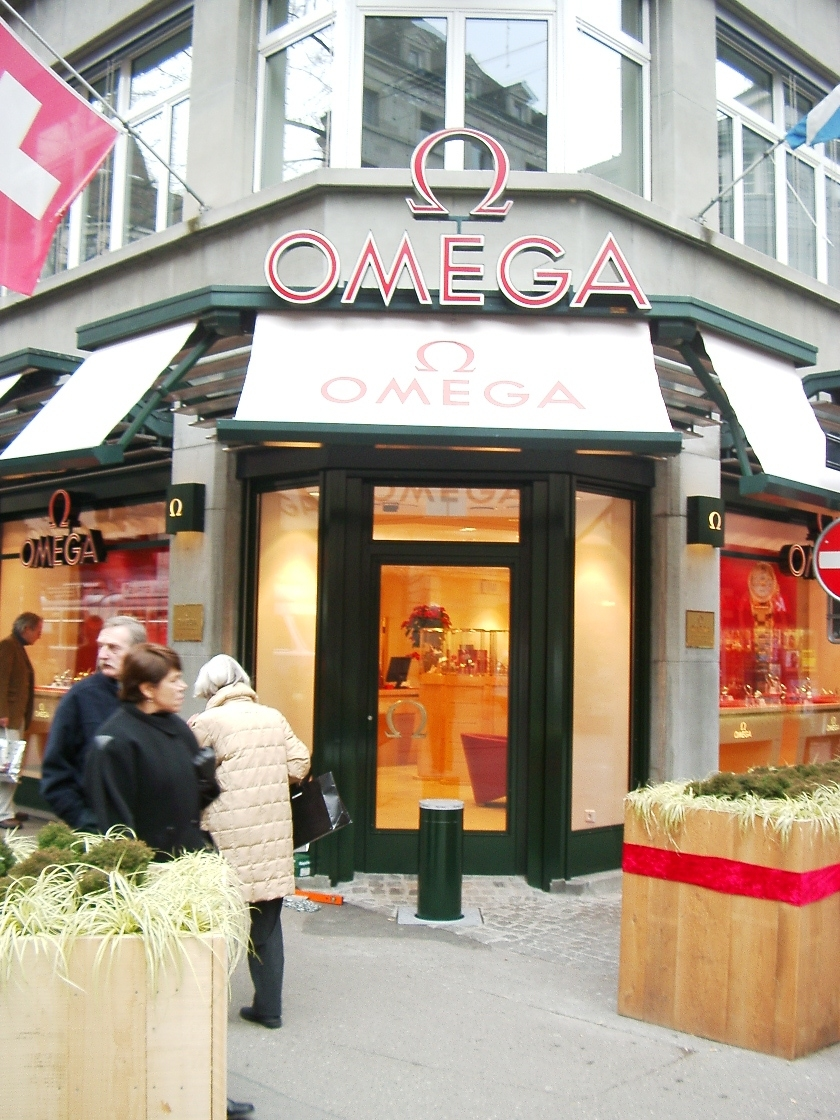
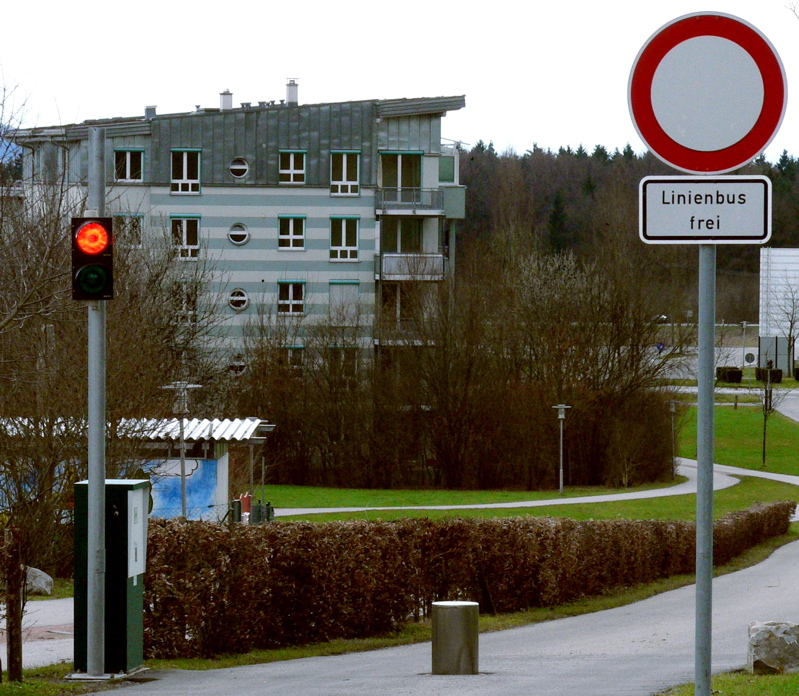
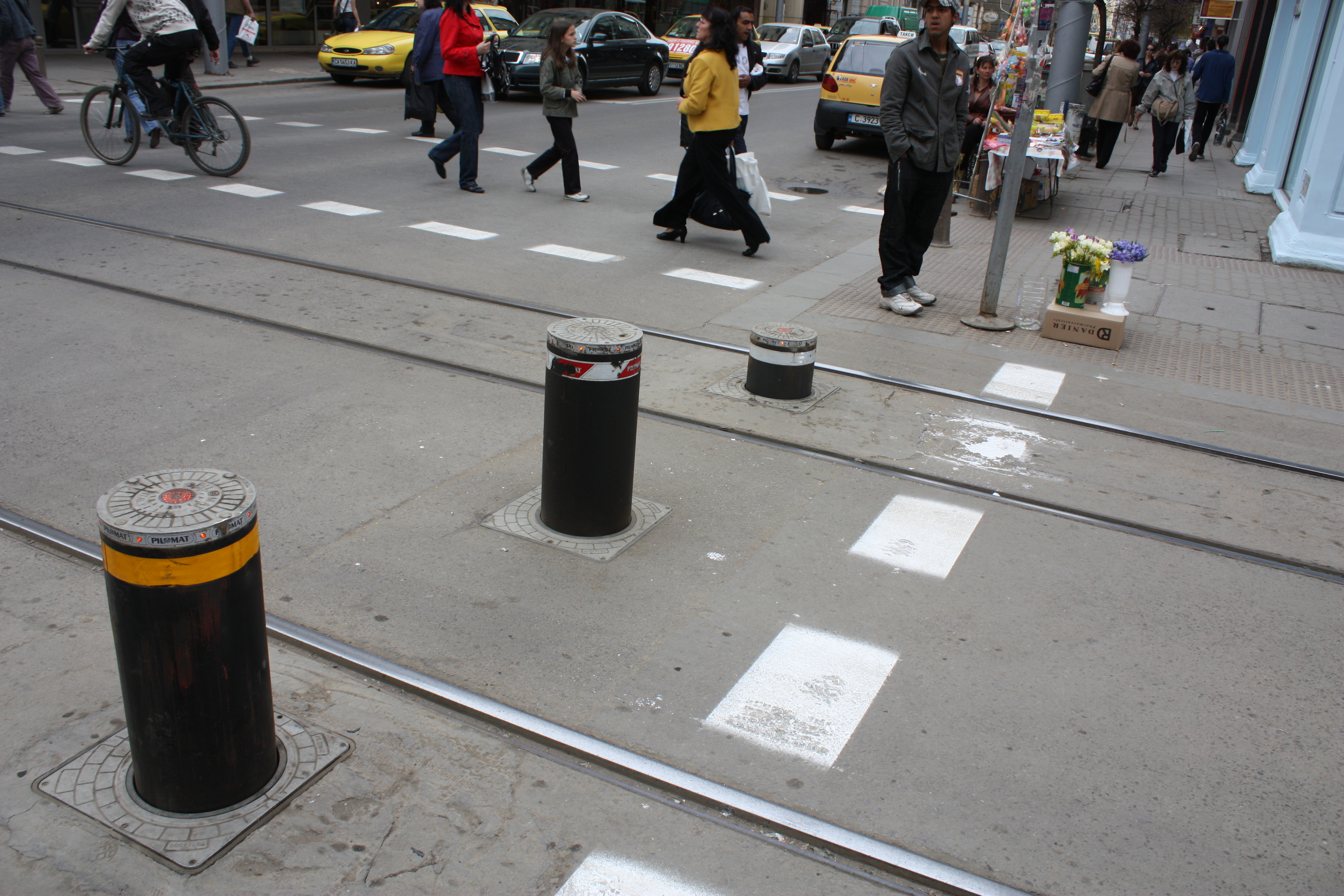
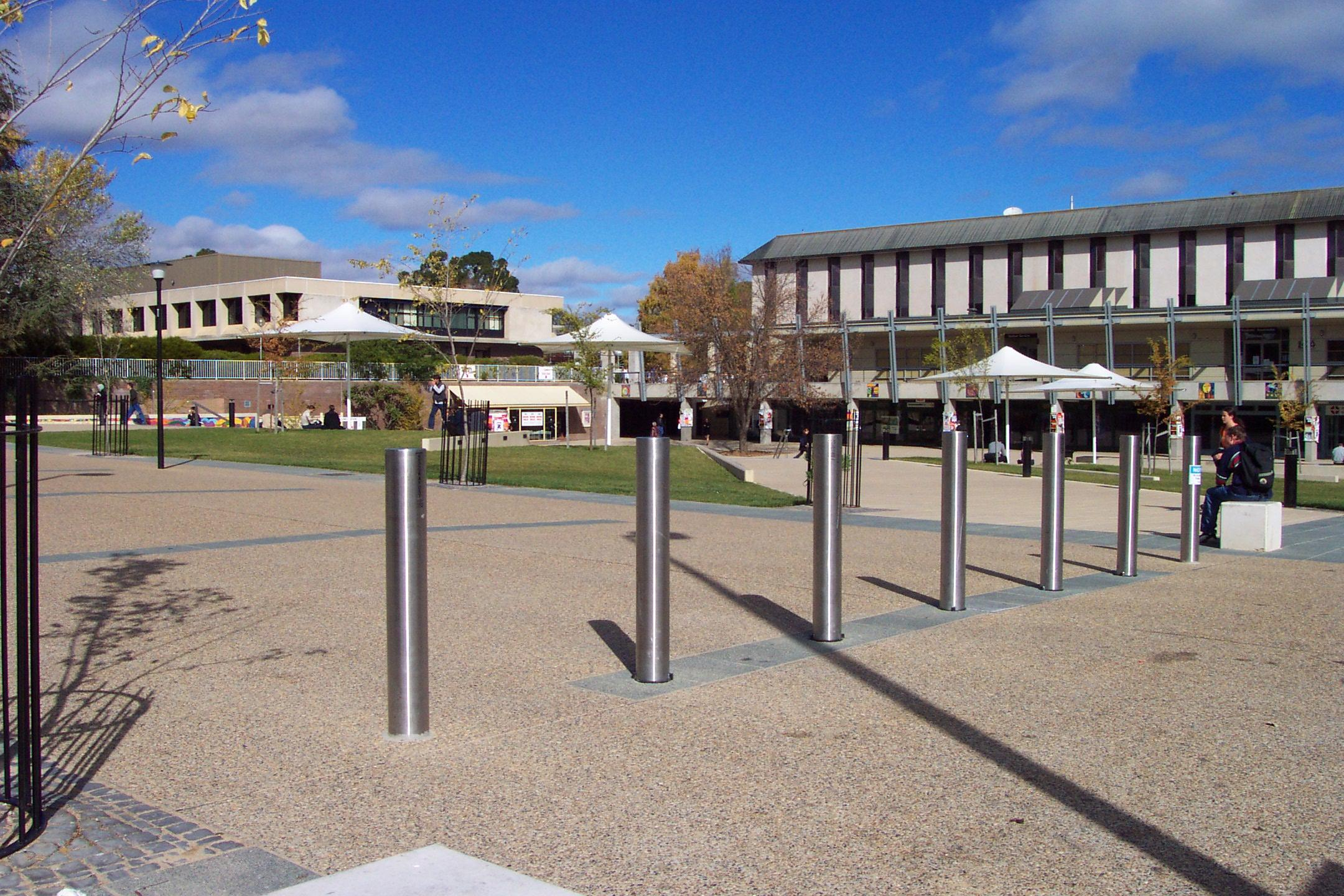
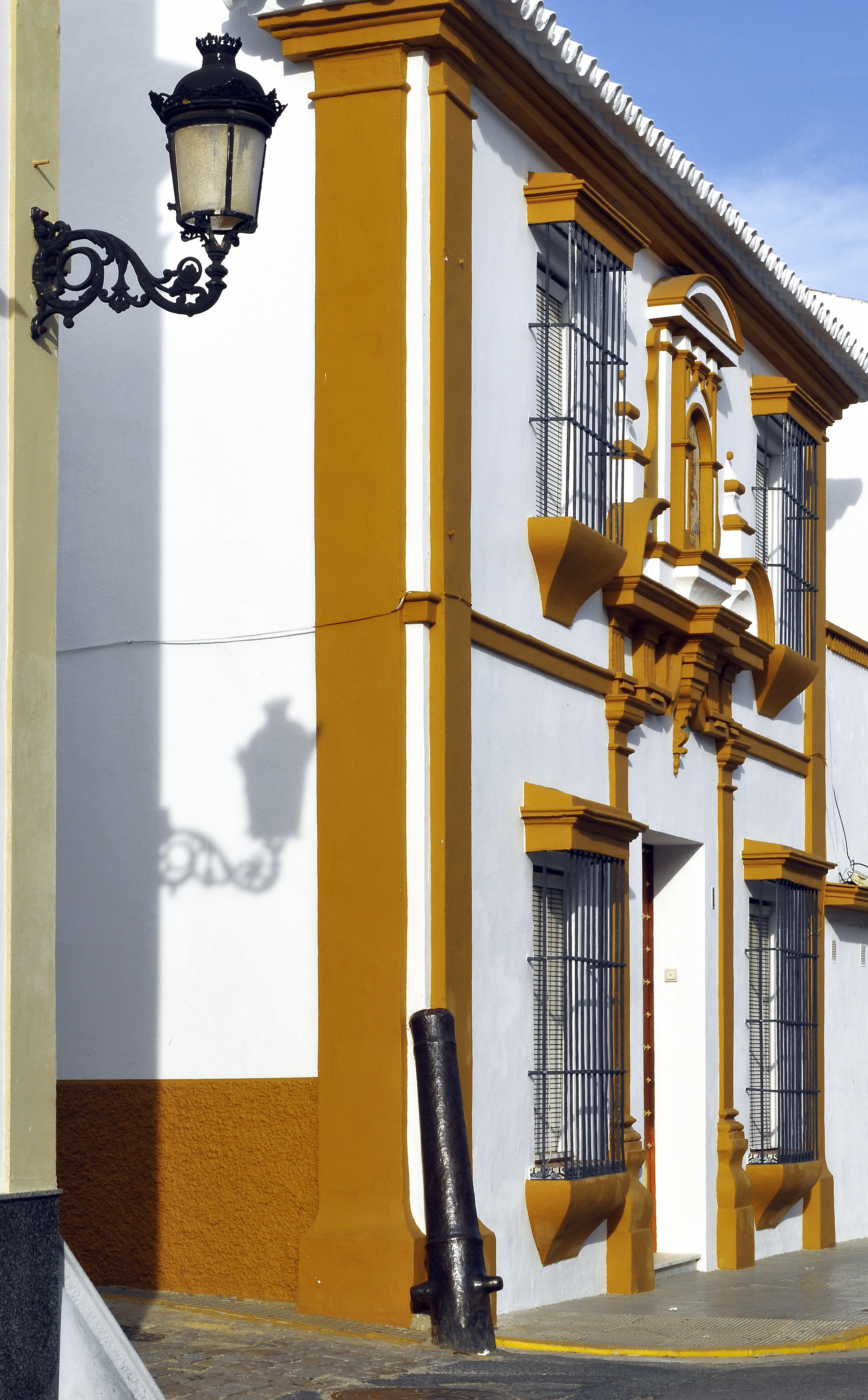
Тумба на розі з вкопаного в землю гарматного ствола